# Reinelde Knapp
Reinelde Knapp (verheiratete Bartenbach; * 8. Februar 1933 in Nüziders; † 14. September 2022 in Bludenz) war eine österreichische Leichtathletin.

## Leben
Bei den Europameisterschaften 1954 in Bern kam sie im Hochsprung auf den zehnten und im Weitsprung auf den 20. Platz. In Melbourne belegte sie bei den Olympischen Spielen 1956 in Melbourne im Hochsprungwettkampf Zwölfte. Bei den Europameisterschaften 1958 in Stockholm wurde sie Siebte im Hochsprung und schied im Weitsprung in der Qualifikation aus.
Je dreimal wurde sie Österreichische Meisterin im Hochsprung (1956–1958), Weitsprung (1956–1958) sowie im Fünfkampf (1955, 1957, 1958) und einmal über 80 m Hürden (1956).
1975 eröffnete Reinelde Bartenbach ein Geschäft für Wolle und Leinen.

## Persönliche Bestleistungen
- 80 m Hürden: 12,0 s, 10. August 1958, Reutte
- Hochsprung: 1,66 m, 14. Juni 1958, Budapest
- Weitsprung: 5,88 m, 14. September 1958, Bukarest
- Fünfkampf: 3816 Punkte, 10. August 1958, Reutte